# Großer Preis von Kanada 1998
Der Große Preis von Kanada 1998 (offiziell Grand Prix Player’s du Canada) fand am 7. Juni auf dem Circuit Gilles-Villeneuve in Montreal statt und war das siebte Rennen der Formel-1-Weltmeisterschaft 1998.

## Bericht

### Hintergrund
Nach dem Großen Preis von Monaco führte Mika Häkkinen in der Fahrerwertung mit 17 Punkten vor David Coulthard und mit 22 Punkten vor Michael Schumacher. In der Konstrukteurswertung führte McLaren-Mercedes mit 46 Punkten vor Ferrari und mit 59 Punkten vor Williams-Mecachrome und Benetton-Playlife.
Das Williams-Team brachte eine verbesserte Version ihres Einsatzfahrzeuges zum Rennen, welches unter anderem über einen verlängerten Radstand verfügte und deswegen inoffiziell Williams FW20b statt Williams FW20 genannt wurde.
Für Jan Magnussen sollte es der letzte Grand Prix werden.
Mit Michael Schumacher (zweimal), Damon Hill und Jean Alesi (jeweils einmal) traten drei ehemalige Sieger zu diesem Grand Prix an.

### Training

#### Freitagstraining
Wie in den vergangenen Wochenenden holte sich Häkkinen mit 1:19,613 Minuten die schnellste Zeit, gefolgt von Michael Schumacher, Alesi, Coulthard und Giancarlo Fisichella, welche alle innerhalb einer Sekunde hinter dem Finnen lagen. Alle Fahrer lagen innerhalb von dreieinhalb Sekunden hinter der Bestzeit.

#### Samstagstraining
Erneut wie am Vortag holte sich Häkkinen aber auch sein Teamkollege Coulthard gleichzeitig mit 1:18,741 Minuten die Bestzeit, gefolgt von den beiden Schumacher-Brüdern und Fisichella. Alle Fahrer lagen innerhalb von vier Sekunden hinter dem McLaren-Duo.

### Qualifying

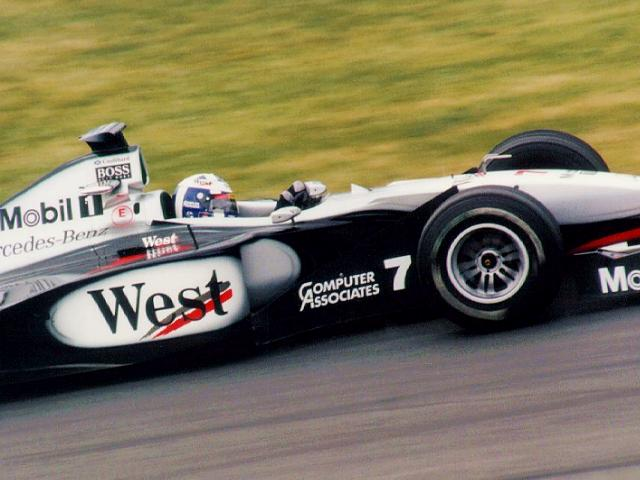
Coulthard konnte sich mit knapp sieben Hundertstel die Pole-Position holen.

Diesmal konnte sich Coulthard um knapp sieben Hundertstel vor Häkkinen durchsetzten, gefolgt von Michael Schumacher, Fisichella und Ralf Schumacher. Es war seine dritte Pole-Position in dieser Saison, welche er sich erst kurz vor dem Ende sicherte. Ganz zum Leidwesen seines Teamkollegen, der während seiner schnellen Zeiten stets vom Verkehr vor ihm aufgehalten wurde. Michael Schumacher war über seinen knappen Rückstand von knapp zwei Zehntel überrascht, zumal er und Eddie Irvine am Abend vor dem Qualifying bekannt gaben, dass dieses Rennen sehr wichtig für die Saison sei. Alle Fahrer lagen innerhalb von vier Sekunden.

### Warm-Up
Etwas überraschend konnte sich Heinz-Harald Frentzen mit 1:21,940 Minuten vor Häkkinen und Coulthard die schnellste Runde holen. Irvine hatte Probleme und erzielte nur eine Zeit, welche fast neun Sekunden hinter der Zeit des Deutschen lag. Alle Fahrer, mit Ausnahme von Irvine, lagen innerhalb von viereinhalb Sekunden hinter der Bestzeit.

### Rennen

#### Erster Start
Michael Schumacher hatte einen perfekten Start und konnte noch vor der ersten Kurve Häkkinen überholen, während sein Bruder Ralf seinen Motor beim Start abwürgte. Während der Anfahrt zur ersten Kurve, der Virage Senna, wurde Alesi von Jarno Trulli an den linken Rand gedrückt, woraufhin der Franzose stark abbremsen musste. Bedingt dadurch versuchte Alexander Wurz links über das Gras auszuweichen, aber es war schon zu spät: Wurz traf das linke Vorderrad von Alesi, wurde dadurch auf die linke Seite gedrückt und überschlug sich durch den Schotter, da sich der Bolide eingrub, ganze drei Mal. Wurz konnte unbeschadet aussteigen und auch in das Ersatzauto wechseln und das Rennen fortsetzen, da das Rennen unterbrochen und neugestartet wurde. Alesi und Trulli konnten ebenfalls in die Ersatzwagen wechseln, Johnny Herbert hatte das Glück, dass die Mechaniker die beschädigte Aufhängung an seinem Wagen vor dem Neustart fertig reparieren konnte, da Alesi das Ersatzauto bekam.

#### Zweiter Start
Erneut hatte Häkkinen einen schlechten Start und wurde weit ans Ende zurück gereicht. Später stellte sich heraus, dass das Getriebe in einem Gang stecken blieb, was auch wenig später zur Aufgabe des Führenden in der Weltmeisterschaft führte. Diesmal hatte auch Michael Schumacher einen schlechten Start und wurde sofort von Fisichella überholt. Selbst beim zweiten Start kam es zu einer Kollision: Ralf Schumacher fuhr, wie Wurz beim ersten Start, über das Gras und drehte sich mitten in der Kurve. Dadurch entstand ein Stau hinter ihm, woraufhin Trulli auf Alesis Auto auffuhr und knapp über seinem Helm zum Stillstand kam. Alesi kam mit dem Schrecken davon, mit ihm mussten vier weitere Piloten schon nach nicht einmal einer vollen Runde aufgeben: Häkkinen, Ralf Schumacher, Trulli und Toranosuke Takagi, welcher Probleme mit der Kraftübertragung auf die Räder hatte.
Um einen dritten Start, welcher eventuell für noch mehr Ausfälle hätte sorgen können (und um die Kupplungen der Boliden nicht weiter zu belasten), zu vermeiden, wurde das Safety-Car auf die Strecke gerufen. Noch bevor Überholverbot aufgrund des Safety-Cars herrschte, konnte Michael Schumacher wieder seinen Platz von Fisichella zurückholen. In der fünften Runde, Coulthard währenddessen der Führende, kam das Safety-Car an die Box und das Rennen wurde freigegeben. Michael Schumacher machte sich direkt an den Kampf um den ersten Platz mit dem Schotten, welches in der 13. Runde endete, da das Safety-Car erneut auf die Strecke fuhr. Der Grund diesmal war, dass Pedro Diniz nach einem Abflug mehrere größere Teile des Rasens auf der Strecke verteilte. In Runde 18 kehrte das Safety-Car wieder an die Box zurück, jedoch konnte Coulthard nicht mehr Beschleunigen, da auch er Probleme mit der Kraftübertragung hatte. Währenddessen schlug Mika Salo in die Walls of Champions ein und Herbert drehte sich raus. Nach nur 18 Runden musste nun das Safety-Car zum dritten Mal auf die Strecke. Michael Schumacher konnte sich den Vorteil der Situation verbuchen und stoppte in der Box. Bei der Boxenausfahrt kam es zum Eklat: Michael Schumacher schoss direkt Richtung Frentzen und drückte ihn auf das Gras raus. Dieser drehte sich dadurch ins Kiesbett und musste dann aufgeben. Ein sichtlich Erregter Patrick Head, der leitende Chefingenieur von Williams, stürmte zum Ferrari-Teamchef Jean Todt und konfrontierte ihn wegen dieser unsportlichen Aktion. Er sagte: „Wir [Williams] werden alles mögliche machen um ihn [Schumacher] aus dem Rennen zu bekommen, und wir werden diese Situation nicht tolerieren!“. Heads' Versuch wurde später belohnt, da Schumacher in der 35. Runde eine Zehn-Sekunden-Stop-and-Go-Strafe erhielt.

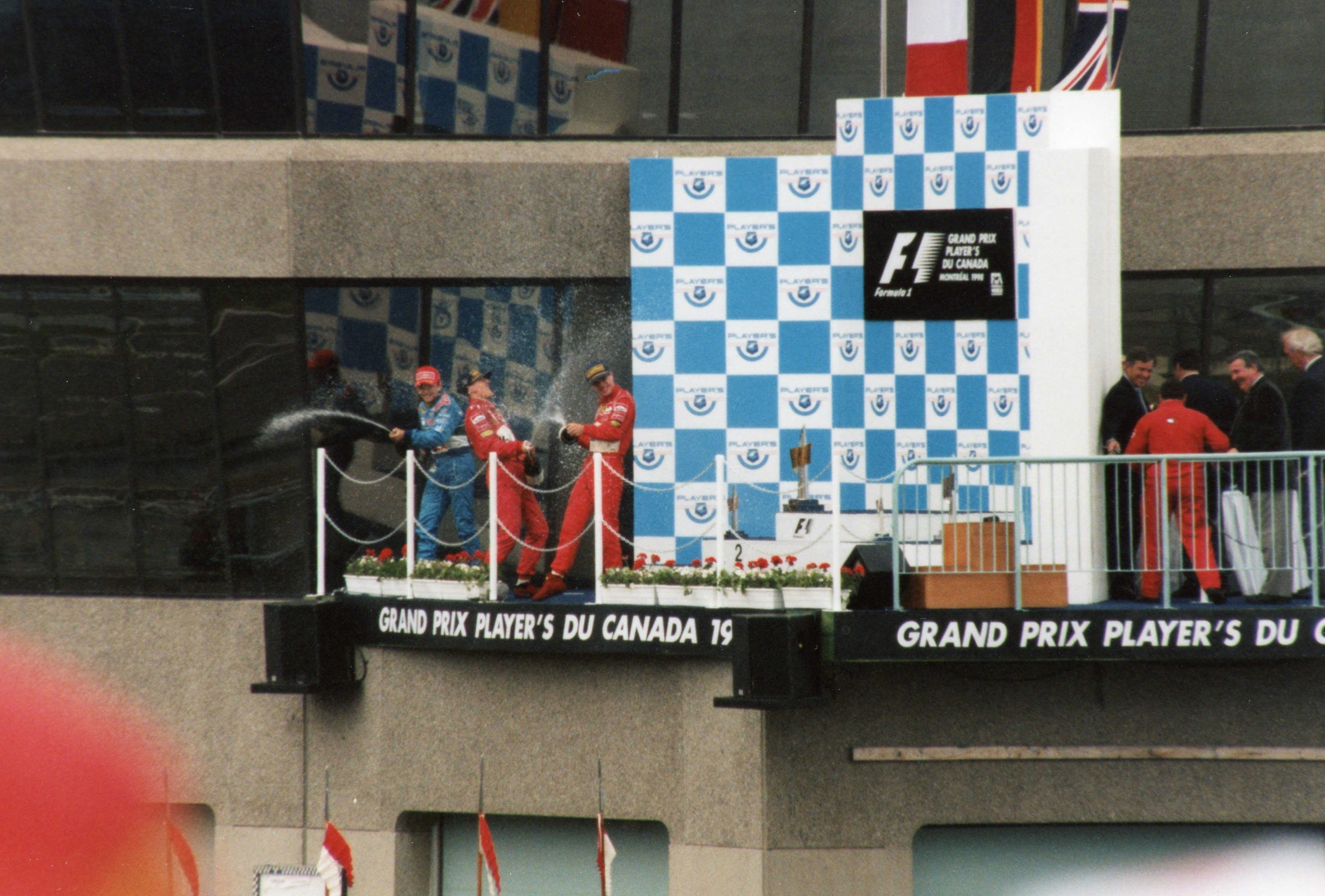
Das Podium mit Fisichella, Schumacher und Irvine (von links).

In der 22. Runde wurde das Rennen nun zum dritten Mal freigegeben, Fisichella führte derweil vor dem Lokalmatador Jacques Villeneuve, Michael Schumacher, Hill, Magnussen und Shinji Nakano. Villeneuve versuchte in der ersten Kurve außen an Fisichella vorbei zu gehen, scheiterte aber kläglich und verlor einige Plätze, da er in den Schotter rutschte. Bei dieser Aktion beschädigte er seinen Heckflügel. In der 35. Runden trat Michael Schumacher dann seine Strafe für sein grob unsportliches Verhalten an, welche ihn hinter Hill zurückfallen ließ. Jedoch konnte sich Hill nicht lang verteidigen, und so konnte nach nur einer Runde Michael Schumacher wieder den zweiten Platz zurückholen. In der 45. Runde konnte Michael Schumacher sich die Führung im Rennen sichern, da Fisichella zu seinem einzigen Boxenstopp abbiegen musste. Fisichella kam als Zweiter wieder zurück und beendete diesen auch auf dieser Position wieder. Michael Schumacher gewann vor Fisichella und Irvine in einem der chaotischsten Rennen der Formel-1-Geschichte. Vierter wurde Wurz, Rubens Barrichello Fünfter.
Magnussen konnte seinen einzigen Punkt mit dem sechsten Platz erzielen. Doch sein Glück wehrte nur kurz, da er kurz nach dem Wochenende entlassen wurde und somit seine Formel-1-Karriere nach 25 Rennen endete. Erst fünf Jahre später trat mit Nicolas Kiesa ein Däne wieder in der Formel 1 an und 16 Jahre später konnte Magnussens Sohn, Kevin Magnussen, ein Formel-1-Cockpit ergattern.
Michael Schumacher sicherte sich zudem mit 1:19,379 Minuten die schnellste Runde.
In der Fahrerwertung blieb Häkkinen in Führung, Michael Schumacher zog an Coulthard vorbei und war nun erster Verfolger. In der Konstrukteurswertung blieb McLaren-Mercedes vor Ferrari. Benetton-Playlife war nun Dritter.

## Meldeliste
| Team                         | Nr. | Fahrer                | Chassis        | Motor                   | Reifen |
| ---------------------------- | --- | --------------------- | -------------- | ----------------------- | ------ |
| Winfield Williams            | 01  | Jacques Villeneuve    | Williams FW20  | Mecachrome 3.0 V10      | G      |
| Winfield Williams            | 02  | Heinz-Harald Frentzen | Williams FW20  | Mecachrome 3.0 V10      | G      |
| Scuderia Ferrari Marlboro    | 03  | Michael Schumacher    | Ferrari F300   | Ferrari 3.0 V10         | G      |
| Scuderia Ferrari Marlboro    | 04  | Eddie Irvine          | Ferrari F300   | Ferrari 3.0 V10         | G      |
| Mild Seven Benetton Playlife | 05  | Giancarlo Fisichella  | Benetton B198  | Playlife 3.0 V10        | B      |
| Mild Seven Benetton Playlife | 06  | Alexander Wurz        | Benetton B198  | Playlife 3.0 V10        | B      |
| West McLaren Mercedes        | 07  | David Coulthard       | McLaren MP4/13 | Mercedes-Benz 3.0 V10   | B      |
| West McLaren Mercedes        | 08  | Mika Häkkinen         | McLaren MP4/13 | Mercedes-Benz 3.0 V10   | B      |
| Benson & Hedges Jordan       | 09  | Damon Hill            | Jordan 197     | Mugen-Honda 3.0 V10     | G      |
| Benson & Hedges Jordan       | 10  | Ralf Schumacher       | Jordan 197     | Mugen-Honda 3.0 V10     | G      |
| Gauloises Prost Peugeot      | 11  | Olivier Panis         | Prost AP01     | Peugeot 3.0 V10         | B      |
| Gauloises Prost Peugeot      | 12  | Jarno Trulli          | Prost AP01     | Peugeot 3.0 V10         | B      |
| Red Bull Sauber Petronas     | 14  | Jean Alesi            | Sauber C17     | Petronas 3.0 V10        | G      |
| Red Bull Sauber Petronas     | 15  | Johnny Herbert        | Sauber C17     | Petronas 3.0 V10        | G      |
| Danka Zepter Arrows          | 16  | Pedro Diniz           | Arrows A19     | Arrows 3.0 V10          | B      |
| Danka Zepter Arrows          | 17  | Mika Salo             | Arrows A19     | Arrows 3.0 V10          | B      |
| Stewart Ford                 | 18  | Rubens Barrichello    | Stewart SF2    | Ford Zetec-R 3.0 V10    | B      |
| Stewart Ford                 | 19  | Jan Magnussen         | Stewart SF2    | Ford Zetec-R 3.0 V10    | B      |
| Tyrrell                      | 20  | Ricardo Rosset        | Tyrrell 026    | Ford Zetec-R/97 3.0 V10 | G      |
| Tyrrell                      | 21  | Toranosuke Takagi     | Tyrrell 026    | Ford Zetec-R/97 3.0 V10 | G      |
| Fondmetal Minardi Team       | 22  | Shinji Nakano         | Minardi M198   | Ford Zetec-R/97 3.0 V10 | B      |
| Fondmetal Minardi Team       | 23  | Esteban Tuero         | Minardi M198   | Ford Zetec-R/97 3.0 V10 | B      |

## Klassifikation

### Qualifying
| Pos.                                                                       | Fahrer                | Konstrukteur        | Zeit     | Start |
| -------------------------------------------------------------------------- | --------------------- | ------------------- | -------- | ----- |
| 01                                                                         | David Coulthard       | McLaren-Mercedes    | 1:18,213 | 01    |
| 02                                                                         | Mika Häkkinen         | McLaren-Mercedes    | 1:18,282 | 02    |
| 03                                                                         | Michael Schumacher    | Ferrari             | 1:18,497 | 03    |
| 04                                                                         | Giancarlo Fisichella  | Benetton-Playlife   | 1:18,826 | 04    |
| 05                                                                         | Ralf Schumacher       | Jordan-Mugen-Honda  | 1:19,242 | 05    |
| 06                                                                         | Jacques Villeneuve    | Williams-Mecachrome | 1:19,588 | 06    |
| 07                                                                         | Heinz-Harald Frentzen | Williams-Mecachrome | 1:19,614 | 07    |
| 08                                                                         | Eddie Irvine          | Ferrari             | 1:19,616 | 08    |
| 09                                                                         | Jean Alesi            | Sauber-Petronas     | 1:19,693 | 09    |
| 10                                                                         | Damon Hill            | Jordan-Mugen-Honda  | 1:19,717 | 10    |
| 11                                                                         | Alexander Wurz        | Benetton-Playlife   | 1:19,765 | 11    |
| 12                                                                         | Johnny Herbert        | Sauber-Petronas     | 1:19,845 | 12    |
| 13                                                                         | Rubens Barrichello    | Stewart-Ford        | 1:19,953 | 13    |
| 14                                                                         | Jarno Trulli          | Prost-Peugeot       | 1:20,188 | 14    |
| 15                                                                         | Olivier Panis         | Prost-Peugeot       | 1:20,303 | 15    |
| 16                                                                         | Toranosuke Takagi     | Tyrrell-Ford        | 1:20,328 | 16    |
| 17                                                                         | Mika Salo             | Arrows              | 1:20,536 | 17    |
| 18                                                                         | Shinji Nakano         | Minardi-Ford        | 1:21,230 | 18    |
| 19                                                                         | Pedro Diniz           | Arrows              | 1:21,301 | 19    |
| 20                                                                         | Jan Magnussen         | Stewart-Ford        | 1:21,629 | 20    |
| 21                                                                         | Esteban Tuero         | Minardi-Ford        | 1:21,822 | 21    |
| 22                                                                         | Ricardo Rosset        | Tyrrell-Ford        | 1:21,824 | 22    |
| 107-Prozent-Zeit: 1:23,688 min (bezogen auf die Bestzeit von 1:18,213 min) |                       |                     |          |       |

### Rennen
| Pos. | Fahrer                | Konstrukteur        | Runden | Stopps | Zeit        | Start | Schnellste Runde |
| ---- | --------------------- | ------------------- | ------ | ------ | ----------- | ----- | ---------------- |
| 01   | Michael Schumacher    | Ferrari             | 69     | 3      | 1:40:57,335 | 03    | 1:19,379 (47.)   |
| 02   | Giancarlo Fisichella  | Benetton-Playlife   | 69     | 1      | + 16,662    | 04    | 1:20,942 (35.)   |
| 03   | Eddie Irvine          | Ferrari             | 69     | 3      | + 1:00,059  | 08    | 1:21,327 (53.)   |
| 04   | Alexander Wurz        | Benetton-Playlife   | 69     | 1      | + 1:03,232  | 11    | 1:21,694 (66.)   |
| 05   | Rubens Barrichello    | Stewart-Ford        | 69     | 2      | + 1:21,513  | 13    | 1:22,239 (44.)   |
| 06   | Jan Magnussen         | Stewart-Ford        | 68     | 1      | + 1 Runde   | 20    | 1:22,867 (33.)   |
| 07   | Shinji Nakano         | Minardi-Ford        | 68     | 1      | + 1 Runde   | 18    | 1:22,907 (67.)   |
| 08   | Ricardo Rosset        | Tyrrell-Ford        | 68     | 3      | + 1 Runde   | 22    | 1:23,418 (59.)   |
| 09   | Pedro Diniz           | Arrows              | 68     | 2      | + 1 Runde   | 19    | 1:21,814 (66.)   |
| 10   | Jacques Villeneuve    | Williams-Mecachrome | 63     | 1      | + 6 Runden  | 06    | 1:21,233 (61.)   |
| –    | Esteban Tuero         | Minardi-Ford        | 53     | 1      | DNF         | 21    | 1:22,939 (53.)   |
| –    | Damon Hill            | Jordan-Mugen-Honda  | 42     | 3      | DNF         | 10    | 1:21,933 (26.)   |
| –    | Olivier Panis         | Prost-Peugeot       | 39     | 0      | DNF         | 15    | 1:21,669 (40.)   |
| –    | Heinz-Harald Frentzen | Williams-Mecachrome | 20     | 0      | DNF         | 07    | 1:22,430 (13.)   |
| –    | David Coulthard       | McLaren-Mercedes    | 18     | 0      | DNF         | 01    | 1:20,852 (12.)   |
| –    | Johnny Herbert        | Sauber-Petronas     | 18     | 0      | DNF         | 12    | 1:23,466 (10.)   |
| –    | Mika Salo             | Arrows              | 18     | 0      | DNF         | 17    | 1:24,451 (09.)   |
| –    | Mika Häkkinen         | McLaren-Mercedes    | 0      | 0      | DNF         | 02    | –                |
| –    | Ralf Schumacher       | Jordan-Mugen-Honda  | 0      | 0      | DNF         | 05    | –                |
| –    | Jean Alesi            | Sauber-Petronas     | 0      | 0      | DNF         | 09    | –                |
| –    | Jarno Trulli          | Prost-Peugeot       | 0      | 0      | DNF         | 14    | –                |
| –    | Toranosuke Takagi     | Tyrrell-Ford        | 0      | 0      | DNF         | 16    | –                |

## WM-Stände nach dem Rennen
Die ersten sechs des Rennens bekamen 10, 6, 4, 3, 2 bzw. 1 Punkt(e).

### Fahrerwertung
| Pos. | Fahrer                | Konstrukteur        | Punkte |
| ---- | --------------------- | ------------------- | ------ |
| 01   | Mika Häkkinen         | McLaren-Mercedes    | 46     |
| 02   | Michael Schumacher    | Ferrari             | 34     |
| 03   | David Coulthard       | McLaren-Mercedes    | 29     |
| 04   | Eddie Irvine          | Ferrari             | 19     |
| 05   | Giancarlo Fisichella  | Benetton-Playlife   | 13     |
| 06   | Alexander Wurz        | Benetton-Playlife   | 12     |
| 07   | Heinz-Harald Frentzen | Williams-Mecachrome | 8      |
| 08   | Jacques Villeneuve    | Williams-Renault    | 8      |
| 09   | Rubens Barrichello    | Stewart-Ford        | 4      |
| 10   | Mika Salo             | Arrows              | 3      |
| 11   | Jean Alesi            | Sauber-Petronas     | 3      |

| Pos. | Fahrer            | Konstrukteur       | Punkte |
| ---- | ----------------- | ------------------ | ------ |
| 12   | Johnny Herbert    | Sauber-Petronas    | 1      |
| 13   | Pedro Diniz       | Arrows             | 1      |
| 14   | Jan Magnussen     | Stewart-Ford       | 1      |
| 15   | Shinji Nakano     | Minardi-Ford       | 0      |
| 16   | Ralf Schumacher   | Jordan-Mugen-Honda | 0      |
| 17   | Damon Hill        | Jordan-Mugen-Honda | 0      |
| 18   | Ricardo Rosset    | Tyrrell-Ford       | 0      |
| 19   | Esteban Tuero     | Minardi-Ford       | 0      |
| 20   | Olivier Panis     | Prost-Peugeot      | 0      |
| 21   | Jarno Trulli      | Prost-Peugeot      | 0      |
| 22   | Toranosuke Takagi | Tyrrell-Ford       | 0      |

### Konstrukteurswertung
| Pos. | Konstrukteur        | Punkte |
| ---- | ------------------- | ------ |
| 01   | McLaren-Mercedes    | 75     |
| 02   | Ferrari             | 53     |
| 03   | Benetton-Playlife   | 25     |
| 04   | Williams-Mecachrome | 16     |
| 05   | Stewart-Ford        | 5      |
| 06   | Sauber-Petronas     | 4      |

| Pos. | Konstrukteur       | Punkte |
| ---- | ------------------ | ------ |
| 07   | Arrows             | 4      |
| 08   | Minardi-Ford       | 0      |
| 09   | Jordan-Mugen-Honda | 0      |
| 10   | Tyrrell-Ford       | 0      |
| 11   | Prost-Peugeot      | 0      |